# Молдавская Русь
Молдавская Русь — термин, предложенный Г. В. Вернадским и использованный в его трудах.
Он отражает смешанный состав населения и этнокультурную ситуацию в средневековом Молдавском княжестве, в которое после его образования в XIV веке вошло немало земель Руси. По этой причине одним из самоназваний государства, использовавшегося в официальной переписке и документации, долгое время являлся термин «Русовлахия» (от слов Русь и валахи).
Русское население компактно заселяло северные и северо-восточные земли княжества, длительное время сохраняя восточнославянскую этнокультурную идентичность. Основными районами их расселения были Буковина, Покутье, Хотинский, Сорокский, Оргеевский, Ясский и Сучавский цинуты. Л. Л. Полевой установил, что доля представителей восточнославянской этнической группы (русинов) в середине XIV века достигала 39,5 % населения княжества. Ряд русских городов в составе Молдавского княжества упомянут и выделен в отдельную «валашскую» группу в известном летописном «Списке русских городов дальних и ближних», созданном в конце XIV века.
С момента возникновения и до начала XVIII века Молдавия оставалась двуязычным государством, в котором широкое распространение имел западнорусский язык. Его использовали в государственных актах и деловой документации, церковной и судебной сфере. Влияние культуры Древней Руси сказалось на многих сферах Молдавского княжества, от государственной системы до празднично-обрядовой культуры.